# Green Day: Rock Band
Green Day: Rock Band è un videogioco musicale dedicato ai Green Day e rappresenta un'espansione della serie videoludica Rock Band sviluppata da Harmonix Music Systems per MTV Games.

## Sviluppo
Durante la prima fase di esistenza del brand di Rock Band, la Warner Music Group era in pessimi rapporti con MTV Games -la casa produttrice della serie- in quanto quest'ultima riteneva che i giochi musicali costituissero un mercato enorme -e molto remunerativo- e volevano quindi percentuali maggiori; MTV Games, d'altro canto, non glieli voleva dare; il risultato è stato che per lungo tempo MTV Games ha potuto sfruttare poco o nulla del catalogo Warner. L'accordo tra le parti è stato raggiunto nel giugno 2009 e da lì il team di Harmonix ha iniziato a pianificare la release di canzoni appartenenti a gruppi sotto contratto con il noto colosso discografico, e i Green Day erano tra queste band.
Già all'epoca iniziò a spargersi la voce che potesse esserci un intero titolo dedicato gruppo statunitense esattamente come quello che all'epoca era già in programma per i The Beatles ma, non trovando conferme, le voci si sono ridimensionate portando i fan della serie a credere che la collaborazione si sarebbe risolta in un semplice pacchetto di canzoni scaricabili o, al limite, di un Track Pack completo come quello dedicato agli AC/DC. Invece, a sorpresa, il 12 dicembre 2009 il gioco viene annunciato ufficialmente e ne viene anche mostrato un video dimostrativo.
A Marzo viene effettuato un ulteriore comunicato ufficiale che, oltre a comunicare la data del lancio del gioco -fissata per l'8 giugno 2010-, annuncia anche la presenza di 47 canzoni nella tracklist, la presenza di extra e l'esistenza della versione "plus" contenente alcuni canzoni aggiuntive.

## Caratteristiche
Il gioco ripropone come sempre la collaudata meccanica di gioco tipica dei musicali basata sul premere i tasti a tempo. Per ora le uniche indiscrezioni conosciute sono l'implementazione delle armonie vocali già viste in The Beatles: Rock Band e la presenza di 40 minuti di rarità video per soddisfare i fan più esigenti del gruppo.

## Tracklist
La tracklist è composta da 47 canzoni ed è la seguente:
da Dookie
- Burnout
- Having a Blast
- Chump
- Longview
- Welcome to Paradise
- Pulling Teeth
- Basket Case
- She
- Sassafras Roots
- When I Come Around
- Coming Clean
- Emenius Sleepus
- In the End
- F.O.D.

da Insomniac
- Geek Stink Breath
- Brain Stew
- Jaded

da Nimrod
- Nice Guys Finish Last
- Hitchin' a Ride
- Good Riddance (Time of Your Life)

da Warning
- Warning
- Minority

da American Idiot
- American Idiot
- Jesus of Suburbia
- Holiday
- Boulevard of Broken Dreams
- Are We the Waiting
- St. Jimmy
- Give Me Novocaine
- She's a Rebel
- Extraordinary Girl
- Letterbomb
- Wake Me Up When September Ends
- Homecoming
- Whatsername

da 21st Century Breakdown
- Song of the Century
- 21st Century Breakdown
- Before the Lobotomy
- Last Night on Earth
- Peacemaker
- Murder City
- ¿Viva La Gloria? (Little Girl)
- Restless Heart Syndrome
- Horseshoes and Handgrenades
- The Static Age
- American Eulogy
- See the Light

Le canzoni sono state rese tutte esportabili negli altri titoli della serie e le sole canzoni dei Green Day scaricabili per gli altri titoli sono state rese compatibili anche questo titolo; i suddetti brani sono tutti i brani restanti dell'allora recentemente uscito 21st Century Breakdown e sono:
- Know Your Enemy
- ¡Viva La Gloria!
- Christian's Inferno
- East Jesus Nowhere
- Last of the American Girls
- 21 Guns

Le canzoni della tracklist del gioco base sono state in seguito rese non più esportabili il 30 aprile 2015 a causa della scadenza dei diritti d'autore